# Nhân khẩu Đài Loan
Vào năm 2005, dân số Đài Loan là 22,9 triệu người. Chừng 98% dân cư là người Hán. Trong số đó, khoảng 84% là con cháu của những người Hán di dân tới đảo Đài Loan từ vài trăm năm trước, và họ hiện nay được coi là người bản địa của đảo này (chữ Hán: 本省人; bính âm Hán ngữ: Bensheng ren; Hán-Việt: bản tỉnh nhân). Phần dân cư này lại chia thành 2 nhóm chính:
- người Khách Gia chiếm 15% dân số,
- người di cư đến từ miền Nam Phúc Kiến, còn gọi là người Mân Nam, chiếm khoảng 70% dân số.

Nhóm người Hán thứ ba của Đài Loan chiếm khoảng 14% dân số là những người mới di cư tới Đài Loan ngay trước và sau ngày Trung Quốc Quốc Dân Đảng thua Trung Quốc Cộng sản Đảng trong cuộc Nội chiến Quốc-Cộng.
2% dân số còn lại là người thổ dân Đài Loan.
Gần như tất cả người Đài Loan sinh sau những năm đầu thập niên 1950 đều nói thạo tiếng Quan Thoại, thứ tiếng được dạy trong các trường học suốt 4 thập niên. Tiếng Đài Loan, như người ta thường gọi, là tiếng Mân Nam, một phương ngữ của tiếng Phúc Kiến. Thời người Nhật đô hộ, tiếng Nhật được dạy trong trường lớp và có nhiều người Đài Loan được đào tạo tốt và sử dụng ngôn ngữ này thành thạo.
Phần đông dân số Đài Loan là người có tôn giáo, họ chủ yếu theo Phật giáo Đại Thừa và đạo Lão. Nhiều người khác theo tín ngưỡng dân gian. Đạo Khổng và văn hóa Khổng Mạnh có một ảnh hưởng lớn trên đời sống tinh thần, đặc biệt trong quan niệm phổ thông về luân thường đạo lý. Theo CIA World Factbook thì từ 80% đến 93% dân số có sự hòa trộn của Phật giáo, Đạo giáo và Đạo Khổng.
Thiên Chúa giáo tại Đài Loan chủ yếu là tín đồ Kháng Cách hay gọi tắt là Tân giáo (được biết nhiều hơn dưới tên gọi đạo Tin Lành tại Việt Nam, vì tôn giáo này nhấn mạnh việc tuân thủ Thánh Kinh và truyền bá về Phúc Âm, tức Tin Mừng hay Tin Lành). Trong các chi phái của Cách Tân giáo hoạt động tại Đài Loan, Trưởng Lão phái đóng vai trò quan trọng và thiết yếu hơn cả.
| Tôn giáo tại Đài Loan (Do chính quyền Đài Loan cung cấp) | Tôn giáo tại Đài Loan (Do chính quyền Đài Loan cung cấp) | Tôn giáo tại Đài Loan (Do chính quyền Đài Loan cung cấp) | Tôn giáo tại Đài Loan (Do chính quyền Đài Loan cung cấp) | Tôn giáo tại Đài Loan (Do chính quyền Đài Loan cung cấp) |
| -------------------------------------------------------- | -------------------------------------------------------- | -------------------------------------------------------- | -------------------------------------------------------- | -------------------------------------------------------- |
| Tôn giáo                                                 | Tôn giáo                                                 |                                                          | Tỉ lệ                                                    | Tỉ lệ                                                    |
| Phật giáo                                                | Phật giáo                                                |                                                          | 35.1%                                                    | 35.1%                                                    |
| Đạo giáo                                                 | Đạo giáo                                                 |                                                          | 33%                                                      | 33%                                                      |
| Vô thần                                                  | Vô thần                                                  |                                                          | 14%                                                      | 14%                                                      |
| Cơ Đốc giáo                                              | Cơ Đốc giáo                                              |                                                          | 3.9%                                                     | 3.9%                                                     |
| Nhất Quán Đạo                                            | Nhất Quán Đạo                                            |                                                          | 3.5%                                                     | 3.5%                                                     |

## Số liệu cơ bản
Nguồn: The World Factbook, do Cục Tình báo Trung ương Hoa Kỳ xuất bản

## Dân số
Ghi chú: số liệu từ website của Bộ Nội vụ Đài Loan
23.036.087 (số liệu ước tính đến tháng 6 năm 2006)

### Thổ dân
Tổng số: 468.602 (100%)
- nam: 233.388
- nữ: 235.214
- định cư tại đồng bằng: 220.513 (47.1%)
- định cư tại vùng đồi núi: 248.089 (52.9%)

### Người nước ngoài
422.738 (số liệu ước tính đến tháng 6 năm 2006)

## Tỉ lệ tăng trưởng dân số
0.61% (2006, ước tính) 
0.81% (2000, ước tính)

## Tỉ lệ sinh sản
1.256 %(2006, ước tính) 
1.442 %(2000, ước tính)

## Tỉ lệ tử vong
0.648 %(2006, ước tính) 
0.591 %(2000, ước tính)

## Cơ cấu lứa tuổi
0-14 tuổi: 19.4% (nam 2.330.951/nữ 2.140.965) 
15-64 tuổi: 70.8% (nam 8.269.421/nữ 8.040.169) 
65 tuổi trở lên: 9.8% (nam 1.123.429/nữ 1.131.152) (2006, ước tính)

## Tỉ lệ giới tính
sơ sinh: 1.1 nam/1 nữ 
dưới 15 tuổi: 1.09 nam/1 nữ 
15-64 tuổi: 1.03 nam/1 nữ 
từ 64 tuổi trở lên: 0.99 nam/1 nữ 
tỉ lệ trên toàn dân: 1.04 nam/1 nữ (2006, ước tính)

## Tuổi thọ bình quân
toàn dân: 77.43 tuổi
nam: 74.67 tuổi
nữ: 80.47 tuổi (2006, ước tính)

## HIV/AIDS
HIV/AIDS - tỉ lệ ở người trưởng thành
11.486 (tháng 5/2006, ước tính)
HIV/AIDS - số người nhiễm HIV/AIDS đang sống
10.029 (tháng 5/2006, ước tính)
HIV/AIDS - đã chết
1.425 (tháng 5/2006, ước tính)
Ghi chú:số liệu về HIV/AIDS được lấy từ Trung tâm Kiểm soát Bệnh lý, Đài Loan)

## Sắc tộc
Người Hán, người Đài Loan. Hầu hết người Đài Loan đều từ nhận mình là "hoa nhân" ("huá rén", 華人) đó là một thuật ngữ thể hiện tinh thần dân tộc và được hoa kiều sử dụng trên khắp thế giới. Tương tự vậy, mỗi người Đài Loan đều gọi mình là "Táiwān rén", có nghĩa là người ở Đài Loan.
Thuật ngữ gây nhiều tranh cãi là "Zhōngguó rén" (中國人), nghĩa là Trung Quốc nhân nhưng có ngụ ý chính trị mạnh mẽ hơn so với thuật ngữ "Huá rén". Khoảng 50% hoặc hơn người dân Đài Loan sẽ không phản đối việc được gọi "Zhōngguó rén," nhưng có một phần đáng kể dân số (khoảng 40%) ở Đài Loan, những người sẽ bị xúc phạm bởi điều khoản này. Mặc dù có một số mối tương quan giữa các mô tả bản thân với các đặc điểm dân tộc, nhưng chúng phần lớn phản ánh niềm tin chính trị của cá nhân trong câu hỏi về tình trạng chính trị Đài Loan.
Đài Loan (bao gồm người Khách Gia 84%, Trung Quốc đại lục 14%, thổ dân 2%

## Tôn giáo
Sự pha trộn của Phật giáo, Nho giáo, và Đạo giáo 93%, Thiên chúa giáo 4,5%, khác 2,5%

## Ngôn ngữ
Tiếng Quan thoại (chính thức), tiếng Đài Loan (tiếng Mân), tiếng Khách Gia

## Giáo dục
Tỉ lệ biết chữ
- Định nghĩa: độ tuổi trên 15 biết chữ
- dân số: 96,1%
- nam: NA%
- nữ: NA% (2003)